# Valdebernardo
Valdebernardo – stacja metra w Madrycie, na linii 9. Znajduje się w dzielnicy Vicálvaro, w Madrycie i zlokalizowana jest pomiędzy stacjami Pavones i Vicálvaro. Została otwarta 1 grudnia 1998.